# Living for Love
"Living for Love" là một bài hát của ca sĩ người Mỹ Madonna nằm trong album phòng thu thứ 13 của cô, Rebel Heart (2015). Nó được viết và sản xuất bởi Madonna, Diplo và Ariel Rechtshaid, với sự tham gia hỗ trợ sáng tác từ MoZella và Toby Gad. Ban đầu được dự định phát hành vào Ngày Valentine 2015, bài hát đã phải phát hành một cách vội vàng như là đĩa đơn đầu tiên trích từ album vào ngày 20 tháng 12 năm 2014, bởi Interscope Records, sau khi các bản thu nháp cho album bị rò rỉ trên mạng. Đây là một bản nhạc kết hợp giữa EDM và house, "Living for Love" có chứa những âm thanh của bộ gõ và piano thể hiện bởi ca sĩ Alicia Keys, cùng với dàn hợp xướng phúc âm. Madonna ban đầu sáng tác ca khúc như là một bài hát chia tay, tuy nhiên sau đó cô muốn nó đi ngược lại và làm cho lời bài hát như một lời khích lệ tinh thần, nói về việc chống lại những suy nghĩ tiêu cực với những phản ứng tích cực.
"Living for Love" nhận được những đánh giá tích cực từ các nhà phê bình, trong đó họ ca ngợi phần nhịp điệu và ca từ của nó, và so sánh nó với những tác phẩm trước đây của cô. Họ cũng xem bài hát như một bước tiến từ hai đĩa đơn đầu trong hai album gần nhất. Về mặt thương mại, tại Mỹ, nó đã thất bại trong việc lọt vào Billboard Hot 100, nhưng đã trở thành đĩa đơn quán quân thứ 44 của Madonna trên Hot Dance Club Songs, giúp cô cùng với ca sĩ nhạc đồng quê George Strait trở thành những nghệ sĩ có số lượng đĩa đơn hạng nhất nhiều nhất trên một bảng xếp hạng bất kỳ của Billboard. Mặc dù đài BBC Radio 1 của Vương quốc Anh quyết định không phát bài hát, nó vẫn lọt vào bảng xếp hạng đĩa đơn của Anh quốc ở vị trí thứ 26, trở thành bản hit thứ 71 của Madonna lọt vào top 40 ở đây, giúp cô kéo dài kỷ lục là nữ nghệ sĩ có nhiều đĩa đơn lọt vào top 40 ở Anh nhất. "Living for Love" cũng lọt vào top 20 của các bảng xếp hạng ở Croatia, Phần Lan, Hungary, Israel, Nhật Bản và Lebanon, nhưng không đạt thành công về mặt thương mại ở các nước khác.
Một video ca nhạc của bài hát được đạo diễn bởi bộ đôi người Pháp Julien Choquart và Camille Hirigoyen, thường được gọi chung J.A.C.K., được phát hành vào tháng 2 năm 2015. Cốt truyện kết hợp các yếu tố thần thoại và Madonna đóng vai một dũng sĩ đấu bò, chiến đấu với các vũ công trong diện mạo của những nhân ngưu trong một sân khấu vòng tròn đỏ. Nó đã được giới phê bình đánh giá cao về chủ đề quyền lực và vai trò của mỗi giới. Madonna lần đầu biểu diễn ca khúc với chủ đề đấu bò như trong video là tại lễ trao giải Grammy lần thứ 57; nó đã trở thành màn trình diễn được xem nhiều nhất trong đêm. Cô thể hiện một màn trình diễn tương tự tại Brit Awards 2015, trong đó nữ ca sĩ đã gặp trục trặc về phục trang khiến cô bị kéo ngã xuống bậc thang sân khấu. Một phiên bản khác của "Living for Love" đã được hát trên Le Grand Journal và The Ellen DeGeneres Show.

## Danh sách bài hát
| - Đĩa CD 1. "Living for Love" – 3:38 2. "Living for Love" (Offer Nissim Living for Drama Mix) – 6:34 - Tải kĩ thuật số 1. "Living for Love" – 3:38 - Tải kĩ thuật số (Remixes) 1. "Living for Love" (Djemba Djemba Club Mix) – 5:47 2. "Living for Love" (Erick Morillo Club Mix) – 6:12 3. "Living for Love" (Thrill Remix) – 5:11 4. "Living for Love" (Offer Nissim Living for Drama Mix) – 6:33 5. "Living for Love" (Offer Nissim Dub) – 7:15 6. "Living for Love" (DJ Paulo Club Mix) – 8:14 7. "Living for Love" (Mike Rizzo's Funk Generation Club) – 7:02 8. "Living for Love" (Dirty Pop Remix) – 4:58 | - Đĩa CD maxi 1. "Living for Love" – 3:38 2. "Living for Love" (Mike Rizzo's Funk Generation Club) – 7:02 3. "Living for Love" (Offer Nissim Living for Drama Mix) – 6:33 4. "Living for Love" (Djemba Djemba Club Mix) – 5:47 - Tải kĩ thuật số (The Remixes 1) 1. "Living for Love" (Mike Rizzo's Funk Generation Club) – 7:03 2. "Living for Love" (Djemba Djemba Club Mix) – 5:47 3. "Living for Love" (Erick Morillo Club Mix) – 6:12 4. "Living for Love" (DJ Paulo Club Mix) – 8:15 - Tải kĩ thuật số (The Remixes 2) 1. "Living for Love" (Thrill Remix) – 5:10 2. "Living for Love" (Dirty Pop Remix) – 4:59 3. "Living for Love" (Offer Nissim Living for Drama Mix) – 6:30 4. "Living for Love" (Offer Nissim Dub) – 7:12 |

## Xếp hạng
| Bảng xếp hạng (2015)                              | - Vị trí - cao nhất |
| ------------------------------------------------- | ------------------- |
| Bỉ (Ultratip Flanders)                            | 4                   |
| Bỉ (Ultratop 50 Wallonia)                         | 43                  |
| Canada (Canadian Hot 100)                         | 92                  |
| Croatia (ARC 100)                                 | 2                   |
| Cộng hòa Séc (Rádio Top 100)                      | 46                  |
| Phần Lan (Suomen virallinen latauslista)          | 7                   |
| Pháp (SNEP)                                       | 50                  |
| Trường songid là BẮT BUỘC CHO BẢNG XẾP HẠNG ĐỨC   | 40                  |
| Hungary (Single Top 40)                           | 12                  |
| Ireland (IRMA)                                    | 79                  |
| Israel (Media Forest)                             | 4                   |
| Italy (FIMI)                                      | 30                  |
| Nhật Bản (Japan Hot 100)                          | 11                  |
| Lebanon (The Official Lebanese Top 20)            | 20                  |
| Scotland (OCC)                                    | 15                  |
| Tây Ban Nha (PROMUSICAE)                          | 21                  |
| Sweden (DigiListan)                               | 8                   |
| Thụy Sĩ (Schweizer Hitparade)                     | 49                  |
| Anh Quốc (OCC)                                    | 26                  |
| Hoa Kỳ Bubbling Under Hot 100 Singles (Billboard) | 8                   |
| Hoa Kỳ Dance Club Songs (Billboard)               | 1                   |
| Hoa Kỳ Hot Dance/Electronic Songs (Billboard)     | 9                   |
| Hoa Kỳ Hot Singles Sales (Billboard)              | 3                   |
| Hoa Kỳ Pop Airplay (Billboard)                    | 36                  |

## Lịch sử phát hành
| Nước           | Ngày                 | Định dạng                       | Nhãn                           | Nguồn  |
| -------------- | -------------------- | ------------------------------- | ------------------------------ | ------ |
| Toàn cầu       | 20 tháng 12 năm 2014 | Tải kĩ thuật số                 | Universal                      | [ 29 ] |
| Ý              | 22 tháng 12 năm 2014 | Hit radio đương đại             | Universal                      | [ 30 ] |
| Mỹ             | 9 tháng 2 năm 2015   | Tải kĩ thuật số (Remixes)       | Boy Toy Live Nation Interscope | [ 3 ]  |
| Mỹ             | 10 tháng 2 năm 2015  | Contemporary hit radio          | Boy Toy Live Nation Interscope | [ 31 ] |
| Vương quốc Anh | 25 tháng 2 năm 2015  | Tải kĩ thuật số                 | Polydor                        | [ 2 ]  |
| Vương quốc Anh | 25 tháng 2 năm 2015  | Tải kĩ thuật số (The Remixes 1) | Polydor                        | [ 5 ]  |
| Vương quốc Anh | 25 tháng 2 năm 2015  | Tải kĩ thuật số (The Remixes 2) | Polydor                        | [ 6 ]  |
| Đức            | 27 tháng 2 năm 2015  | CD                              | Universal                      | [ 1 ]  |
| Toàn cầu       | 9 tháng 3 năm 2015   | CD                              | Universal                      | [ 4 ]  |